# Тигияр
Тигияр — река в Тюменской и Омской областях России. Устье реки находится в 255 км по левому берегу реки Урна. Длина реки составляет 26 км.

## Данные водного реестра
По данным государственного водного реестра России относится к Иртышскому бассейновому округу, водохозяйственный участок реки — Иртыш от впадения реки Тобол до города Ханты-Мансийск (выше), без реки Конда, речной подбассейн реки — бассейны притоков Иртыша от Тобола до Оби. Речной бассейн реки — Иртыш.